# PROJECT H
《PROJECT H》，是中国大陆游戏开发团队PHplusSTUDIO使用虚幻4引擎制作的十八禁游戏。该游戏正在研发过程中，正在考虑使用动作捕捉系统开发，关卡设计已完成，开始了场景搭建。游戏项目已通过国外众筹网站Kickstarter的审查但还没有正式登陆。官方微博称该游戏不会在中国发行。